# Сиск, Даг
Дуглас Рэндалл Сиск (англ. Douglas Randall Sisk; 26 сентября 1957, Рентон, Вашингтон) — американский бейсболист, играл на позиции питчера. Выступал в Главной лиге бейсбола с 1982 по 1991 год. Большую часть карьеры провёл в составе клуба «Нью-Йорк Метс». Победитель Мировой серии 1986 года.

## Биография
Дуглас Сиск родился 26 сентября 1957 года в Рентоне в штате Вашингтон. Его отец работал в департаменте шерифа, поэтому с детства он увлекался не только бейсболом, но и стрельбой. Перед Олимпийскими играми 1976 года ему предлагали принять участие в отборе в национальную сборную, но Сиск отказался. После окончания старшей школы, он поступил в общественный колледж Грин-Ривер в Оберне, а затем перевёлся в Вашингтонский университет. Сиск изучал уголовное право и играл в бейсбол в турнире NCAA и полупрофессиональной лиге в Такоме.

### Нью-Йорк Метс
Из-за полученной в подростковом возрасте травмы руки Сиск не был задрафтован. В июне 1980 года он в статусе свободного агента подписал контракт с «Нью-Йорк Метс». Первой командой в его профессиональной карьере стали «Кингспорт Метс» из Аппалачской лиги. В дебютном сезоне Сиск сыграл в пятнадцати матчах, одержав восемь побед при пяти поражениях с пропускаемостью 2,66. В 1981 году его перевели в состав «Линчберг Метс», где он из стартового питчера переквалифицировался в реливера. Уже по ходу сезона Сиска отправили в команду AA-лиги «Джексон Метс». Суммарно в 1981 году он сыграл в 50 матчах и сделал 11 сейвов.
В 1982 году в составе Джексона Сиск принял участие в 44 играх, записав на свой счёт одиннадцать побед и семь поражений при показателе ERA 2,66, а также сделал пять сейвов. В сентябре его вызвали в основной состав Метс. Его дебют в Главной лиге бейсбола состоялся в матче против «Питтсбург Пайрэтс». До конца регулярного чемпионата Сиск сыграл в восьми матчах с пропускаемостью 1,04. Весной 1983 года он хорошо провёл сборы и был включён в состав клуба на День открытия сезона. «Метс» заняли последнее место в дивизионе, но он стал лучшим реливером-правшой команды, сделав одиннадцать сейвов и выиграв пять матчей при четырёх поражениях.
Перед стартом чемпионата 1984 года Метс усилились и вошли в число претендентов на победу в дивизионе. Сиск с левшой Джесси Ороско составил один из лучших тандемов реливеров в лиге. У них сложились дружеские отношения, они жили в одном доме в Куинсе. За сезон Сиск выиграл всего один матч при трёх поражениях, но установил личный рекорд, сделав пятнадцать сейвов. Тренер питчеров клуба Мел Стоттлмайр высоко оценивал его синкер, но по ходу сезона у него появились боли в плече, влиявшие на контроль подачи. Проблемы со здоровьем сопровождали всю дальнейшую карьеру Сиска. В 1995 году в одном из интервью он сказал: «Для меня это всегда было физической проблемой, а не вопросом таланта».
В 1985 году из-за травмы Сиск потерял свою роль ведущего реливера-правши, уступив её Роджеру Макдауэллу. Его пропускаемость к концу сезона составила 5,30, а по его ходу была ещё выше. Часть чемпионата ему пришлось провести в фарм-клубе «Тайдуотер Тайдс». Когда он выходил на поле, Метс чаще проигрывали. Сиск начал получать письма с угрозами, он утратил любовь болельщиков, но главный тренер клуба Дейви Джонсон продолжал в него верить.
Начало сезона 1986 года он провёл в «Тайдуотере», где работал над укреплением своей руки. В «Метс» Сиск вернулся в мае, заняв место одного из четырёх основных реливеров клуба. По ходу регулярного чемпионата он выходил на поле в 41 игре, одержав четыре победы при двух поражениях с пропускаемостью 3,06. В конце сентября, когда команда уже обеспечила себе победу в дивизионе, он сделал свой единственный в сезоне сейв. В плей-офф Джонсон не давал Сиску много игрового времени. Он провёл на поле один иннинг в Чемпионской серии Национальной лиги и 2/3 иннинга во второй игре победной для «Метс» Мировой серии. При этом Сиск в 1986 году стал единственным в лиге питчером, сыгравшим против 200 отбивающих и не пропустившим ни одного хоум-рана.
В 1987 году он принял участие в 55 матчах, одержав три победы при одном поражении и сделав три сейва. Сезон для него был неплохим, но Сиск по-прежнему оставался объектом агрессии со стороны фанатов «Метс», даже разбивших его машину, припаркованную у стадионе. В конце 1987 года он попросил руководство клуба об обмене. Запрос был удовлетворён и Сиск перешёл в «Балтимор Ориолс».

### Заключительный этап карьеры
В 1988 году «Ориолс» стали худшей командой Американской лиги. В активе Сиска было три победы и три поражения, его показатель ERA составил 3,72. По ходу сезона у него воспалилось плечо и около месяца ему пришлось провести в фарм-команде «Рочестер Ред Уингз», проходя реабилитацию. После окончания сезона клуб отчислил его.
Весной 1989 года Сиск подписал контракт с «Оклендом», но перед стартом чемпионата ему сделали операцию на обоих коленях, после чего он полностью пропустил сезон. Чемпионат 1990 года он начал в фарм-клубе «Кливленда» «Колорадо-Спрингз Скай Сокс», затем играл за «Тайдуотер» и, наконец, был обменян в «Атланту». За два сезона Сиск провёл в составе «Брэйвз» 17 игр. В конце 1991 года он был отчислен и фактически завершил карьеру. Во время забастовки игроков 1994—1995 годов Сиск участвовал в тренировочных сборах «Метс» и сыграл свой последний матч.

### После бейсбола
После 1995 года Сиск переехал в Такому, где работал в фирме, занимающейся продажей алкогольных напитков, участвовал в деятельности местного клуба для мальчиков и девочек, комментировал игры команды «Такома Рейнирс».